# Microsoft Small Basic
Microsoft Small Basic je zjednodušená verze programovacího jazyka BASIC vytvořená firmou Microsoft v Říjnu 2008. Obsahuje minimum pojmů a je jednoduchý pro pochopení. Obsahuje pouze 15 klíčových slov a prostředí je přívětivé pro začátečníky.
Microsoft Small Basic byl navržen skupinou Microsoft DevLabs a byl představen na Technology Preview v říjnu 2008. Jazyk je vhodný pro všechny, kteří začínájí s programováním – od dětí po dospělé.

## Jazyk
Tento jazyk je modifikací QBasic, ale je velice zjednodušen. Například Hello World vypadá takto:
```
TextWindow
.
WriteLine
(
"Hello World"
)

```

Tento jazyk je kompletní a podporuje pojmy jako podmíněné větvení a smyčky. Proměnné jsou netypové (u všech se používá typ primitive) a nejsou zde žádná rozsáhlá pravidla. Program podporuje podprogramy (pomocí Sub) a runtime využívá pro účely zpracování eventů.

### Podmíněné větvení
```
TextWindow
.
Write
(
"Zadej dnešní teplotu(v °C): "
)

teplota
 
=
 
TextWindow
.
ReadNumber
()

If
 
teplota
 
>
 
30
 
Then

 
'Pokud je teplota větší než 30

 
TextWindow
.
WriteLine
(
"Dnes je docela horko."
)

ElseIf
 
teplota
 
>
 
20
 
Then

 
'A nebo pokud je teplota větší než 20

 
TextWindow
.
WriteLine
(
"Dnes je docela pěkně."
)

ElseIf
 
teplota
 
>
 
10
 
Then

 
'A nebo pokud je teplota větší než 10

 
TextWindow
.
WriteLine
(
"Nezapomeň si kabát."
)

Else

 
'Nebo ...

 
TextWindow
.
WriteLine
(
"Zůstaň radši doma."
)

EndIf

```

### Smyčky
```
TextWindow
.
WriteLine
(
"Násobilka"
)

table
 
=
 
4

For
 
i
 
=
 
1
 
to
 
10

 
TextWindow
.
WriteLine
(
i
 
+
 
" x "
 
+
 
table
 
+
 
" = "
 
+
 
table
 
*
 
i
)

EndFor

```

## Knihovny
Tento software je dodáván s vestavěnými knihovnami, které jsou moderní a vhodné pro výuku tohoto jazyka.
Například pomocí vestavěné knihovny Flickr můžeme vybrat 10 horských náhodných tapet na plochu a změnit je jednou za 10 sekund.
Úvod do Microsoft Small Basic, str. 58/59
```
For
 
i
 
=
 
1
 
To
 
10

 
pic
 
=
 
Flickr
.
GetRandomPicture
(
"mountains"
)
 

 
Desktop
.
SetWallPaper
(
pic
)
 

 
Program
.
Delay
(
10000
)
 

EndFor

```

## Želva (Želví grafika)
Microsoft Small Basic je dodáván s Želví grafikou, nápad si vypůjčuje z programovacího jazyka Logo Například želva může jednoduše nakreslit čtverec takto:
```
For
 
i
 
=
 
1
 
to
 
4

 
Turtle
.
Move
(
100
)

 
Turtle
.
TurnRight
()

EndFor

```

## Small Basic V0.9
Nová verze má přepsané celé jádro, přičemž bylo opraveno několik chyb, které verze V0.8 obsahovala a zvýšila se rychlost celého jazyka – u krátkých smyček až čtyřnásobně.
Dále přibyly do knihovny nové funkce:
- Nyní máme "control" objekty tlačítek a textových polí, které reagují na kliknutí a změny textu.
- Tvary objektů nám umožňují přidávání/úpravu, animování a zoomování textu.
- Zvukové objekty přidávají možnost PlayMusic, která přidává podporu přehrání hudby z Music Markup Language, která je nativně podporovaná QBasicem.

Ve verzi 0.91 se zvýšil počet podporovaných jazyků o 3 na 18.
Vývojové prostředí je počeštěno ve verzi 0.95.